# Dieter Arnold
Dieter Arnold (* 1936 Heidelberg, Německo) je německý egyptolog a archeolog, kurátor egyptského oddělení Metropolitního muzea umění v New Yorku. Věnuje se archeologickým vykopávkám v Egyptě pro muzeum a vede výzkum staroegyptské architektury.
Roku 1963 promoval na Mnichovské univerzitě s prací Wandrelief und Raumfunktion in ägyptischen Tempeln des Neuen Reiches. Pracoval pro Německý archeologický institut (DAI) v Káhiře na vykopávkách v lokalitách Dahšúr, Dejr el-Bahrí a at-Taríf. V letech 1979-1984 působil jako profesor na Vídeňské univerzitě. V současnosti (2015) pracuje jako kurátor egyptského oddělení newyorského Metropolitního muzea a řídí jeho archeologické aktivity v Egyptě. Spolupracuje se svou manželkou Dorotheou, která také pracuje pro muzeum jako předsedkyně nadace Lily Acheson Wallaceové.

## Dílo (výběr)
- ARNOLD, Dieter. Die Tempel Ägyptens. Götterwohnungen, Kultstätten, Baudenkmäler. Artemis & Winkler, München / Zürich 1992, ISBN 3-7608-1073-X. (německy)
- ARNOLD, Dieter. Lexikon der ägyptischen Baukunst. Artemis & Winkler, München / Zürich 1994, ISBN 3-7608-1099-3. (německy)
- ARNOLD, Dieter. Temples of the Last Pharaos. Oxford University Press, New York NY u. a. 1999, ISBN 0-19-512633-5. (německy)
- ARNOLD, Dieter. Building in Egypt: Pharaonic Stone Masonry. New York: Oxford University Press, 1991. Dostupné online. ISBN 9780195113747. (německy)